# Свєтлочовка
Свєтлочовка (біл. Сьветлачоўка) — село у складі Оршанського району Вітебської області Білорусі. Село розташоване в підпорядкуванні Зубівської сільської ради.
Веска Свєтлочовка розташована на півночі Білорусі, в південній частині Вітебської області.